# فريق كويست
فريق كويست (بالإنجليزية: Team Quest)‏ هو معسكر تدريبي لفنون القتال المختلطة أسسه راندي كوتور ودان هندرسون مع مرافق تقع في غريشام، أوريغن؛ مورريتا، كاليفورنيا؛ إنسينيتاس، كاليفورنيا؛ ردينغ، كاليفورنيا؛ هيميت، كاليفورنيا؛ وتشيانغ مي، تايلاند. المقاتلين البارزين الذين تدربوا في منشأة أوريغن هم مات ليندلاند، وديف يانسن، وناثان كوي، وشيل سونين.